# ブダペスト・フィルハーモニー管弦楽団
ブダペスト・フィルハーモニー管弦楽団（ハンガリー語: Budapesti Filharmóniai Társaság Zenekara；英語: Budapest Philharmonic Orchestra）は、ハンガリー・ブダペストにあるハンガリー国立歌劇場専属のオーケストラ。したがって、「ハンガリー国立歌劇場管弦楽団」(The Hungarian State Opera Orchestra）であり、コンサート活動を行う時には「ブダペスト・フィルハーモニー管弦楽団」を名乗る。

## 沿革
1853年にブダペスト・フィルハーモニー協会としてフェレンツ・エルケルによって創設され、現存するハンガリーのオーケストラとしては最古の歴史を持つ。後にハンガリー国立歌劇場に所属するようになった。
19世紀末に音楽監督としてマーラーがおり、交響曲第1番「巨人」の初演（この時は交響詩。いわゆる「ブダペスト稿」）を行っている。またリヒャルト・シュトラウス、アルトゥル・ニキシュ、フリッツ・ライナーなど、その時々の重要な作曲家や指揮者がこの歌劇場やオーケストラと関係を築いてきた。ゲオルク・ショルティも指揮者としてこの歌劇場でデビューしている。他の主な音楽監督として、エルンスト・フォン・ドホナーニやフェレンツ・フリッチャイ、ヤーノシュ・フェレンチク、アンドラーシュ・コローディ、リコ・サッカーニ、アダム・フィッシャーらがいる。

## 録音
主なレコーディングとして、コダーイの自作自演集、フェレンチクやコローディ指揮でバルトーク作品集などがある。その他、ハリウッド映画の音楽の演奏を担当したこともある。

## 歴代代表者（音楽監督あるいは首席指揮者）
- 1835～1871年: フェレンツ・エルケル
- 1875～1900年: シャーンドル・エルケル
- 1900～1918年: フェレンツ・エルケル
- 1919～1944年: ドホナーニ・エルネー
- 1960～1967年: ヤーノシュ・フェレンチク
- 1967～1986年: アンドラーシュ・コーロディ
- 1989～1994年: エーリッヒ・ベルゲル
- 1997～2005年: リコ・サッカーニ
- 2011～2014年: ジェルジ・ジョーリヴァーニ＝ラート
- 2014～ 年ピンカス・スタインバーグ

## 映画音楽に使用された演奏
- 兜 KABUTO(原題“Shogun Mayeda”、1992年アメリカ、ジョン・スコット作曲・指揮)
- チェリー2000(原題“Cherry 2000”、テレビ東京放映時邦題『ラブアンドロイド・チェリー』、1987年アメリカ、ベイジル・ポールドゥリス作曲・指揮)
- Sour Grapes(1998年アメリカ)
- Nail Polish(2006年アメリカ、ヨハネス・ルーリー作曲)